# ¡El Dos de Mayo!
¡El Dos de Mayo! es una historieta del dibujante de cómics español Francisco Ibáñez.

## Sinopsis
En esta aventura nuestros agentes de la T.I.A. Mortadelo y Filemón son elegidos de nuevo para la "magnífica" invención del profesor Bacterio.
Con la Máquina los quiere enviar doscientos minutos atrás en el tiempo, los cuales se convierten en doscientos años atrás; justamente el dos de mayo de 1808 (en plena guerra de la independencia).
Así nuestros héroes también entran a formar parte del dos de mayo y también de la historia. Destaca la participación de otros personajes como Rompetechos (el cura Merino), Carlos de Inglaterra (Wellington), Ofelia (Agustina de Aragón), Pepe Gotera y Otilio (Daoiz y Velarde) y el Profesor Bacterio (defensor del Bruc). También aparecen Napoleón (con un parecido a Aznar) y José Bonaparte (con un parecido a Rajoy).
- Datos: Q6172112